# Rocca dei Rettori
Rocca dei Rettori (también conocido como Castillo de Manfredi) es un castillo en Benevento, Italia meridional. Actualmente alberga el Museo del Samnio.

## Historia
Excavaciones arqueológicas llevadas a cabo durante la restauración de 1998 han demostrado que la zona fue usada desde la época prehistórica: entre los hallazgos hay una necrópolis de los siglos VII-VI a. C., coronado por tumbas samnitas. Los samnitas construyeron aquí un terraplén alrededor del siglo IV a. C., y fueron los primeros en usar el lugar como una posición defensiva. Los romanos construyeron aquí un edificio de baños, conocido como Castellum aquae, llevando el agua a través de un acueducto desde el Serino.
Los lombardos reutilizaron la ubicación defensiva, y alzaron el muro oriental. En el siglo VIII se construyó aquí un monasterio benedictino. A partir de 771, durante el gobierno del duque Arechis II de Benevento, el monasterio fue unido a un castillo o palacio fortificado (Castrum vetus), que fue ampliado alrededor del siglo XI. Posteriormente, el edificio vivió un período de semi-abandono. En 1321 el papa Juan XXII pidió al gobernador de la ciudad, Guillermo de Balaeto, que restaurase el edificio como residencia para los rectores papales. Las monjas fueron transferidas al monasterio de San Pedro.
En el siglo XVI se amplió la Rocca. desde 1586 fue progresivamente usado como cárcel, que estuvo en funcionamiento hasta 1865. Después del terremoto de 1702, el edificio fue parcialmente reconstruido bajo diseño de Carlo Buratti.

## Descripción
La Rocca se ubica en el punto más alto del centro histórico de Benevento. La apariencia actual es el resultado de numerosas renovaciones y adiciones a lo largo de los siglos. Está compuesto por dos cuerpos principales: el Torreón (Torrione), construido por los lombardos, es el único resto visible de su fortaleza original, aunque se ha restaurado varias veces, hasta en el siglo XV obtuvo la apariencia actual (y es así conocida como Castrum novum, «Castillo nuevo»).
El Torrione tiene una elevación de 28 metros. Las paredes incluyeron fragmentos de edificios romanos (especialmente en el lado oriental) y tiene parteluces ojivales dobles. La terraza tiene dos torrecillas.
El otro cuerpo principal de la fortaleza es el Palazzo dei Governatori Pontifici («Palacio de los Rectores Papales», o gobernadores. Este edificio tenía la entrada principal en el lado oriental, con una escalera que lleva al jardín trasero que está en un nivel superior a la carretera cercana. El Palacio tiene una planta rectangular, con tres plantas y un patio interior. Incluye elementos antiguos (las barbacanas) y modernos (las ventanas enmarcadas y la columnata). La planta inferior está ocupado por celdas, con una amplia escalera que lleva a la planta superior. Esta tiene grandes salas con techos de madera y decoraciones (a menudo motivos florales) del siglo XVIII.
El jardín trasero tiene árboles y acaba hacia el sur con un saliente. Alberga una colección de lajas de la antigua Via Traiana y otros fragmentos arquitectónicos romanos. En frente de la escalera de la entrada hay un monumento a un león, construido en 1640 en honor al papa Urbano VIII. El león es una escultura medieval, mientras que el pedestal octogonal reutiliza elementos romanos ricamente decorados.